# پاراکوات
پاراکوات (به انگلیسی: Paraquat) یک ترکیب شیمیایی با شناسه پاب‌کم ۱۵۹۳۸ است. شکل ظاهری این ترکیب، پودر سفید است. 